# Météorite de Saint-Pierre-le-Viger
La météorite de Saint-Pierre-le-Viger, ou simplement Saint-Pierre-le-Viger, est une météorite tombée le 13 février 2023 et retrouvée le 15 février 2023 sur la commune de Saint-Pierre-le-Viger (Seine-Maritime, région Normandie, France). Il s'agit d'une chondrite de type L5-6.

## Découverte
Deux jours après l'observation du bolide 2023 CX1 dans le ciel de l'Europe de l'Ouest, un premier fragment de météorite, d'environ 100 g, est découvert dans un champ de la commune, dans le cadre d'une recherche organisée par le réseau d'observation FRIPON. Plus de soixante autres fragments sont trouvés alentour, pour une masse totale de plus d'un kilogramme.

## Pétrologie et minéralogie
Saint-Pierre-le-Viger est une brèche dont les fragments sont chimiquement équilibrés et recristallisés, de type pétrologique 5 ou 6 selon les fragments (6 majoritairement). Les minéraux principaux sont l'orthopyroxène, l'olivine et le plagioclase.
L'orthopyroxène a pour composition Fs20,7, et l'olivine Fa23,8. La plupart des grains d'olivine montrent des fractures planes, et 30 à 40 % des gros grains sont mosaïcisés, ce qui indique un niveau de choc de classe S4.
La composition pétrologique, chimique et minéralogique de Saint-Pierre-le-Viger, ainsi que la composition isotopique de son oxygène, placent cette météorite au sein des chondrites ordinaires de type L5-6. Assez curieusement, Saint-Pierre-le-Viger est très semblable à L'Aigle, une chondrite L6 tombée 220 ans plus tôt à moins de 120 km au sud du village.